# The Dread/Anti-Flag
The Dread/Anti-Flag è un album split dei gruppi musicali statunitensi Anti-Flag e The Dread, pubblicato nel 1998.

## Tracce

### Anti-Flag
1. Punk By The Book
2. Davey Destroyed The Punk Scene
3. All Alone
4. Drink Drank Punk
5. Thats When I Reach For My Revolver
6. Betty Sue Is Dead
7. We've Got His Gun
8. Kill the Rich
9. War Hero
10. The Governments To Blame
11. Cant Stand Being With You

### The Dread
1. Its Only Suicide
2. The Best Musician In The World That No One Ever Heard
3. Die
4. Hippies Suck
5. Uncontrollable Urge
6. Punk Fix

## Formazione Anti-Flag
- Justin Sane – chitarra, voce
- Chris Head – chitarra
- Jamie Cock – basso
- Pat Thetic – batteria